# Primavera (Pernambuco)
Primavera is een gemeente in de Braziliaanse deelstaat Pernambuco. De gemeente telt 12.364 inwoners (schatting 2009).
De gemeente grenst aan Pombos, Chã Grande, Ribeirão, Escada, Vitória de Santo Antão en Amaraji.